# Young Bucks
 (juin 2021).
Pour les articles homonymes, voir Matt Jackson et Jackson.
Les Young Bucks (aussi connu sous le nom de Generation Me) est une équipe de catcheurs Heel composée des deux frères, Matt Jackson (aussi connu sous le nom de Max Buck ou Matt Massie) (né le 13 mars 1985 à Rancho Cucamonga (Californie)) et Nick Jackson (aussi connu sous le nom de Jérémy Buck ou Nick Massie) (né le 28 juillet 1989 à Rancho Cucamonga (Californie)). Ils travaillent à la All Elite Wrestling.

## Carrière

### Débuts
Les frères Massie, après s'être entraînés dès 2001, ont fait leurs débuts en 2004 en rejoignant la High Risk Wrestling. Ce n'est que trois ans plus tard qu'ils commenceront à catcher simultanément dans plusieurs autres fédérations indépendantes en tant que Young Bucks, notamment la Ring of Honor et la Pro Wrestling Guerrilla où ils sont d'anciens Champions du Monde par équipe et où ils ont remporté l'édition 2009 du tournoi Dynamite Duumvirate Tag Team Title Tournament. 
Ils intègrent pour la première fois, en 2009, une fédération majeure, la Total Nonstop Action Wrestling, sous le pseudonyme de Generation Me, et tentèrent plusieurs fois sans succès de remporter le Championnat du Monde par équipe de la TNA.

### Chikara (2009-2015)
Lors de CHIKARA Chikarasaurus Rex: How To Hatch A Dinosaur, ils battent Team FIST (Chuck Taylor & Johnny Gargano) et remportent les CHIKARA Campeonatos de Parejas. Lors de CHIKARA Give 'em The Axe, ils conservent leur titres contre The Throwbacks (Dasher Hatfield & Mark Angelosetti),. En septembre, ils s'associent avec Mike Bennett pour participer au King of Trios 2012 et dans leur match de premier tour, ils battent The Faces Of Pain (Barbarian, Meng & The Warlord). Lors des Quarts De Finale, ils battent The Extreme Trio (Jerry Lynn, Tommy Dreamer & Too Cold Scorpio). Lors des Demi - Finales, ils battent Team Sendai Girls (DASH Chisako, Meiko Satomura & Sendai Sachiko), mais ils perdent en finale contre The Spectral Envoy (Frightmare, Hallowicked & UltraMantis Black). Lors de CHIKARA Zelda The Great, ils conservent leur titres contre The Spectral Envoy (Hallowicked et UltraMantis Black). Lors de CHIKARA Under The Hood, ils conservent leur titres contre The 1-2-3 Kid et Marty Jannetty.
En septembre 2015, ils s'associent avec A.J. Styles pour participer au King of Trios 2015 où ils perdent en finale contre Team AAA (Aero Star , Drago et Fénix).

### Dragon Gate USA (2009-2013)
Lors de DGUSA Open The Golden Gate 2013, ils battent DUF (Arik Cannon & Sami Callihan). Lors de DGUSA REVOLT! 2013, ils battent Jimmyz (Jimmy Susumu & Ryo Saito). Lors de DGUSA Heat 2013, ils perdent contre Akira Tozawa & AR Fox. Lors de Open The Ultimate Gate 2013, ils battent AR Fox & CIMA et remportent les Open The United Gate Championship. Lors de EVOLVE 22: Gargano vs. del Sol, ils conservent leur titres contre Eita & Tomahawk TT. Lors de DGUSA Enter The Dragon 2013: Fourth Anniversary Celebration, ils conservent leur titres contre The Inner City Machine Guns (Rich Swann & Ricochet). Lors de DGUSA Fearless 2013, ils perdent leur titres contre The Bravado Brothers.

### Pro Wrestling Guerrilla (2007-2016)
Le 12 janvier 2013, ils participent au Dynamite Duumvirate Tag Team Title Tournament 2013, en battant The Inner City Machine Guns (Rich Swann & Ricochet) dans leur match d'ouverture. Lors des Demi - finale, ils battent Brian Cage & Michael Elgin et remportent les PWG World Tag Team Championship pour la troisième fois. En finale, ils conservent leur titres contre El Generico et Kevin Steen et remportent également le tournoi DDT4 pour la troisième fois. Lors de PWG All Star Weekend 9 - Tag 2, ils conservent leur titres contre The Dojo Bros (Eddie Edwards & Roderick Strong). Lors de PWG TEN, ils conservent leur titres contre The Inner City Machine Guns (Rich Swann & Ricochet) et The Dojo Bros (Eddie Edwards & Roderick Strong) dans un Three Way Ladder Match. Le 31 août, ils forment avec le PWG World Champion Adam Cole et Kevin Steen le groupe "The Mount Rushmore of Wrestling",. Lors de PWG Matt Rushmore, ils conservent leur titres contre Candice LaRae & Joey Ryan. Lors de PWG Mystery Vortex II, ils conservent leur titres contre Best Friends (Chuck Taylor & Trent). Lors de PWG ELEVEN, ils perdent leur titres contre The World's Cutest Tag Team (Candice LeRae & Joey Ryan) dans un Guerrilla Warfare Match. Lors de PWG Mystery Vortex III: Rock And Shock The Nation, ils battent Andrew Everett et Trevor Lee et remportent les PWG World Tag Team Championship pour la quatrième fois après une intervention du PWG World Champion Roderick Strong. Après le match, ils forment avec Roderick Strong et Super Dragon le groupe "Mount Rushmore 2.0",. Lors de PWG Threemendous IV, ils conservent leur titres contre Angélico et Jack Evans. Lors de PWG All Star Weekend 11 - Tag 1, ils conservent leur titres contre Johnny Gargano et Tommaso Ciampa, et à la fin du show, Adam Cole rejoint le Mount Rushmore 2.0. Lors de PWG All Star Weekend 12 - Tag 2, ils conservent leur titres contre reDRagon. Lors de PWG Battle Of Los Angeles 2016 - Tag 3, ils conservent leur titres contre Fénix et Pentagón Jr.,.

### Ring of Honor (2009-2018)

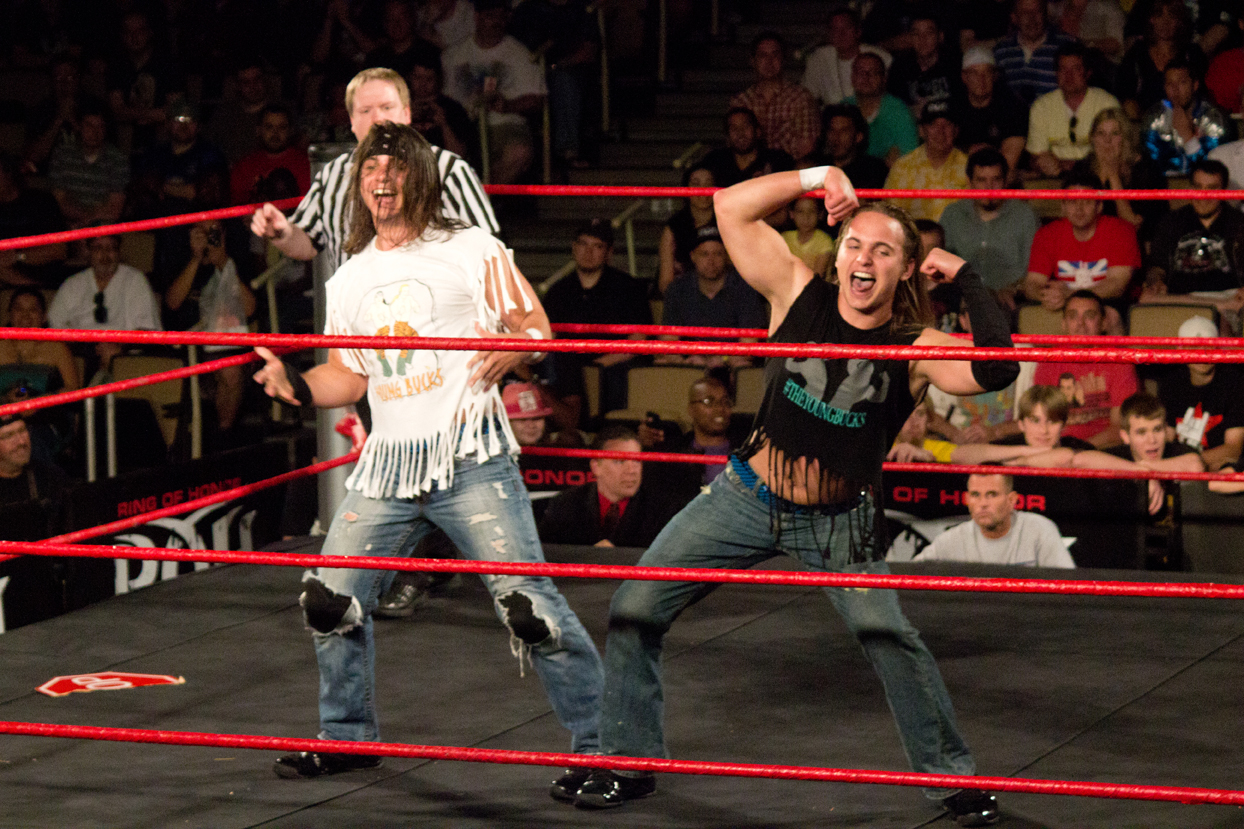
The Young Bucks posant avant leur match à Showdown in the Sun

Lors de Manhattan Mayhem V, ils perdent contre les Forever Hooligans (Alex Koslov et Rocky Romero). Le 8 mars 2014, ils battent reDRagon (Kyle O'Reilly et Bobby Fish) et remportent les ROH World Tag Team Championship. Lors de War of the Worlds (2014), ils perdent les titres contre reDRagon.  
Lors de Best in the World (2015), ils s'associent avec A.J. Styles et battent The Kingdom.  Lors de All Star Extravaganza VII , Ils perdent contre The Addiction et The Kingdom et ne remportent pas les ROH World Tag Team Championship. Ils participent à un match pour être challengers pour les titres par équipe au cours de Final Battle 2015, le 18 décembre, mais perdent contre les Briscoe Brothers et les All Night Express (Kenny King et Rhett Titus), match remporté par cette dernière équipe. Lors de All Star Extravaganza VIII, ils battent The Addiction (Christopher Daniels et Frankie Kazarian) et The Motor City Machine Guns (Alex Shelley et Chris Sabin) dans un Three-Way Ladder Match et remportent les ROH World Tag Team Championship pour la deuxième fois.
Lors de Supercard of Honor XI, ils battent The Hardys dans un Ladder Match et remportent les ROH World Tag Team Championship pour la troisième fois.
Lors de la dernière nuit de ROH War of the Worlds UK 2017, ils deviennent doubles champions lorsqu'ils font équipe avec Adam Page et battent Dalton Castle et The Boys et remportent les ROH World Six-Man Tag Team Championship.
Le 17 novembre lors de ROH's Survival of the Fittest tournament, ils font équipe avec Kenny Omega, Cody et Stephen Amell et battent The Addiction, Scorpio Sky et Flip Gordon. Le 20 juin, ils gagnent avec Cody, Adam Page et Marty Scurll contre Los Ingobernables.  
2018
Lors de Supercard of Honor XII, ils perdent avec Flip Gordon contre SoCal Uncensored. Le 15 avril lors de ROH Masters of the craft, Flip Gordon, Hangman Page, Matt Jackson & Nick Jackson battent Christopher Daniels, Frankie Kazarian; Scorpio Sky & Shane Taylor. Le 27 avril 2018 lors du premier jour de Bound By Honor, Hangman Page & les Young Bucks battent Matt Taven, T. K. O'Ryan & Vinny Marseglia. Le 28 avril lors du deuxième jour de Bound By Honor, Cody,  Marty Scurll, Matt Jackson & Nick Jackson battent Dalton Castle, Jay Briscoe, Mark Briscoe & Silas Young au cours d'un 8-Man elimination tag team match. Le 16 juin, ils battent Brandon & Brent. Lors de l'épisode du 20 juin (enregistré le 13 mai), ils gagnent avec Adam Page, Marty Scurll et Cody contre Los Ingobernables. Le 29 juin lors de ROH Best in the world 2018, ils perdent contre The Briscoe Brothers et ne remportent pas les ROH World Tag Team Championship. 
Le 21 juillet lors de ROH TV, Cody et les Young Bucks battent The Kingdom et remportent les ROH World Six-Man Tag Team Championship. Le 16 août 2018 lors de ROH Re-United Day 1, ils gagnent avec Marty Scurll contre The Briscoe Brothers et Punishment Martinez. Le 18 août lors de ROH Honor Re-United Day 2, les Young Bucks perdent contre Jay Lethal & Jonathan Gresham. Le 19 août lors de ROH Honor Re-United Day 3, ils battent Jody Fleish et Jonny Storm. 
Le 28 septembre lors de ROH Death Before Dishonor, les membres du Bullet Club  (Cody, The Young Bucks, Marty Scurll et Adam Page) battent Chaos (Kazuchika Okada, Tomohiro Ishii, Rocky Romero, Beretta et Chuckie T) par soumission après une chickenwing de Scurll sur Romero.   
Le 14 octobre lors de l'enregistrement de la deuxième nuit de Glory By Honor XVI, perdent un Three Way tag team match contre The Addiction impliquant aussi The Briscoe Brothers et ne remportent pas les titres par équipe de la ROH.
Le 27 octobre lors du premier jour de la Chris Jericho's Rock N Wrestling Rager at Sea, ils battent The Latin American Xchange. Le 29 octobre lors du troisième jour, ils perdent avec Chris Jericho contre Kenny Omega, Marty Scurll & Cody. Le quatrième jour, les Young Bucks, Hangman Page, Cody & Marty Scurll battent Sami Callihan, Brian Cage, Johnny Impact, Ortiz & Santana.
Le 4 novembre lors de ROH Survival of the Fittest, Cody & les Young Bucks perdent les ROH Six-Man Tag Team Championships contre Matt Taven, TK O'Ryan et Vinny Marseglia.
Le 7 novembre lors de ROH/NJPW Global Wars (jour 1), les Young Bucks perdent contre Bully Ray & Silas Young. Le lendemain, ils perdent un Four Corners Survival Tag contre Jonathan Gresham & Jay Lethal impliquant aussi TK O'Ryan & Vinny Marseglia et Chris Sabin & KUSHIDA.
Le 11 novembre lors du quatrième jour de ROH/NJPW Global Wars, ils battent KUSHIDA & Chris Sabin.

### New Japan Pro Wrestling (2013-2019)

#### Début et Bullet Club (2013–2016)

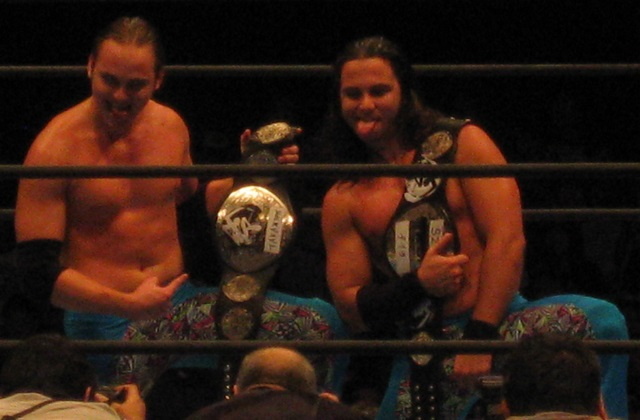
The Young Bucks après avoir remporté les IWGP Junior Heavyweight Tag Team Championship le 9 novembre 2013

Le 16 août, ils perdent les titres contre reDRagon,. Lors de Wrestle Kingdom 10 à Tokyo Dome, ils battent reDRagon, Matt Sydal et Ricochet et Roppongi Vice (Baretta et Rocky Romero) et remportent les IWGP Junior Heavyweight Tag Team Championship pour la quatrième fois. Lors de The New Beginning in Osaka, ils perdent leur titres contre Matt Sydal et Ricochet dans un three-way match qui incluaient également reDRagon.

#### Alliance avec Kenny Omega (2016–2019)

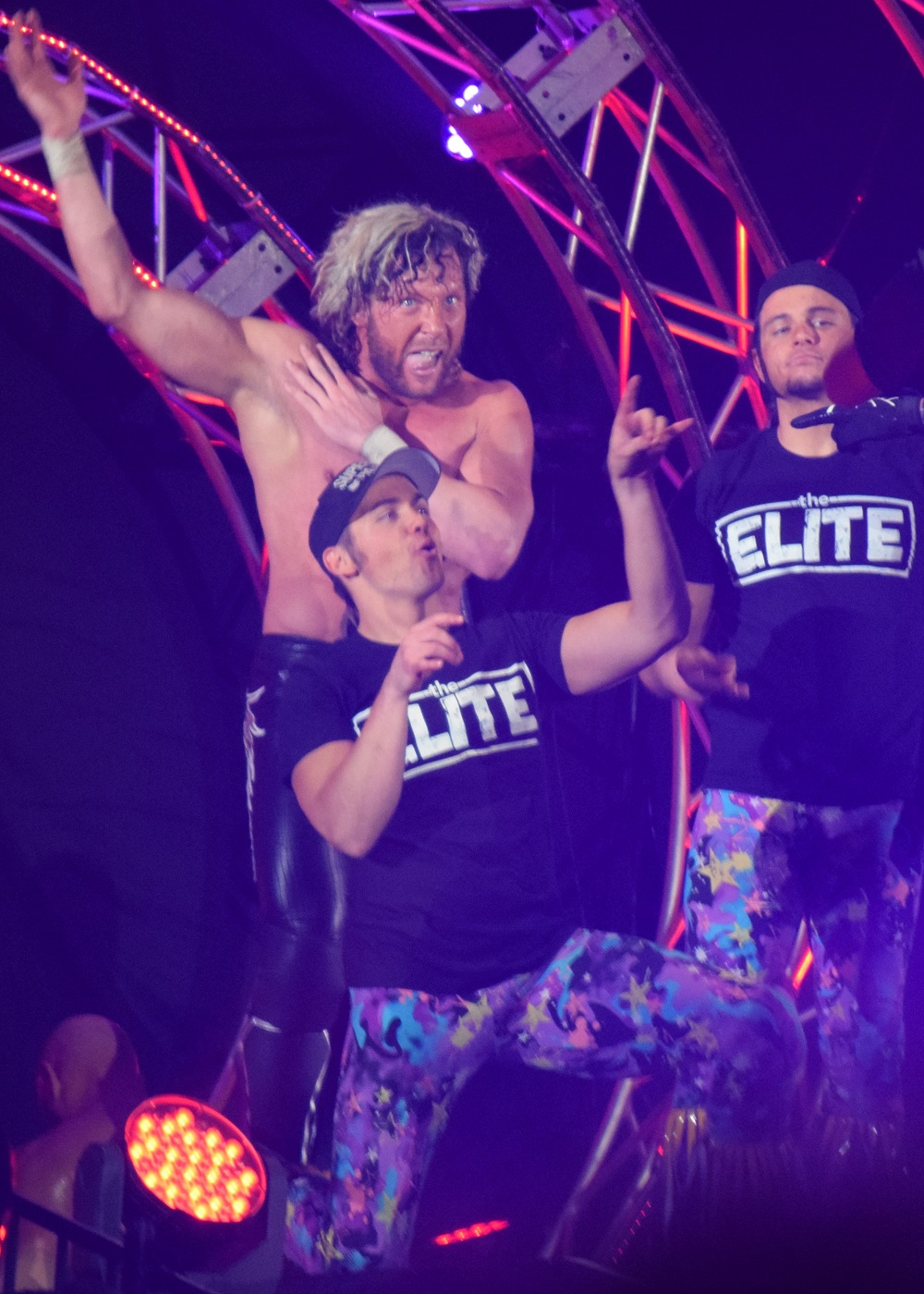
The Young Bucks avec Kenny Omega en tant que The Elite en Février 2016

En début d'année 2016, Ils forment avec Kenny Omega, The Elite, un sous - groupe au sein du Bullet Club, après avoir viré A.J. Styles du groupe. Lors de Honor Rising: Japan 2016, ils battent Toru Yano et The Briscoe Brothers et remportent les NEVER Openweight 6-Man Tag Team Championship. Le 20 mars, ils conservent leurs titres contre Hiroshi Tanahashi, Juice Robinson & Michael Elgin. Lors d'Invasion Attack 2016, ils perdent les titres contre Hiroshi Tanahashi, Michael Elgin  et Yoshi Tatsu. Lors de Wrestling Dontaku 2016, ils battent Hiroshi Tanahashi, Michael Elgin  et Yoshi Tatsu et remportent les NEVER Openweight 6-Man Tag Team Championship pour la deuxième fois. Le 3 juillet, ils perdent les titres contre Matt Sydal, Ricochet et Satoshi Kojima.
Lors de Destruction in Hiroshima, ils perdent contre The Briscoe Brothers et ne remportent pas les IWGP Tag Team Championship. Lors de Destruction in Kobe, les Young Bucks et Adam Cole perdent contre David Finlay, Ricochet et Satoshi Kojima et ne remportent pas les vacants NEVER Openweight 6-Man Tag Team Championship. Lors de King of Pro-Wrestling, ils conservent les IWGP Junior Heavyweight Tag Team Championship contre David Finlay et Ricochet. Lors de Wrestle Kingdom 11, ils perdent les titres contre les Roppongi Vice. Lors de Strong Style Evolved, ils perdent contre The Golden Lovers. Lors de Sakura Genesis, ils battent Chase Owens et Tujiro Takahashi par soumission. 
Le 3 mai 2018 à Dontaku, The Young Bucks et Marty Scurll battent The Guerillas of Destiny et Bad Luck Fale et remportent les NEVER 6-Man Tag Team Championship.
Lors de Dominion 6.9, ils battent Los Ingobernables de Japón (Evil et Sanada) et remportent les IWGP Tag Team Championship. Le 7 juillet lors de G-1 Special, ils conservent les titres contre Evil et Sanada.
Le 12 août lors de la finale du G1 Climax, Marty Scurll & les Young Bucks perdent les NEVER Openweight 6-Man Tag Team Championship contre Taiji Ishimori & les Guerrillas of Destiny.
Lors de Fighting Spirit Unleashed, ils perdent contre les Guerrillas of Destiny et perdent par la même occasion les IWGP Tag Team Championships.
Lors de Wrestle Kingdom 13, ils perdent au cours d'un triple threat tag team match pour les IWGP Tag Team Championships contre Evil & Sanada au cours d'un match qui impliquait aussi les Guerrillas of Destiny.

### All Elite Wrestling (2019-...)

#### Débuts, doubles champions du monde par équipes et diverses rivalités (2019-2022)
Le 1er janvier 2019, il est annoncé officiellement que Cody Rhodes, Kenny Omega et eux ont signé un contrat avec la All Elite Wrestling, fédération dans laquelle ils sont tous les quatre vices-présidents exécutifs.
Le 25 mai lors du show inaugural : Double or Nothing, ils conservent les titres mondiaux par équipe de la AAA en battant les Lucha Brothers. Le 7 juin lors du pay-per view de la AAA : Verano de Escandalo, ils ne conservent pas leurs ceintures, battus par leurs mêmes adversaires. Le 29 juin à Fyter Fest, Kenny Omega et eux battent Laredo Kid et les Lucha Brothers dans un 6-Man Tag Team match. 
Le 13 juillet à Fight for the Fallen, ils battent The Brotherhood (Cody et Dustin Rhodes). Le 31 août à All Out, ils ne remportent pas les titres mondiaux par équipe de la AAA, battus par les Lucha Brothers dans un Ladder match.
Le 9 novembre à Full Gear, ils perdent face à Proud n' Powerful.
Le 29 février 2020 à Revolution, ils ne remportent pas les titres mondiaux par équipes, battus par "Hangman" Adam Page et Kenny Omega.
Le 23 mai à Double or Nothing, The Elite (Page, Omega et eux) et Matt Hardy battent l'Inner Circle dans un Stadium Stampede Match. 
Le 5 septembre à All Out, ils battent Jurassic Express (Jungle Boy et Luchasaurus).
Le 7 novembre à Full Gear, ils deviennent les nouveaux champions du monde par équipes en battant FTR (Cash Wheeler et Dax Harwood).
Le 7 mars 2021 à Revolution, ils conservent leurs titres en battant Chris Jericho et MJF. 
Le 7 avril à Dynamite, Jon Moxley et eux perdent face à Kenny Omega et les Good Brothers dans un 6-Man Tag Team match. Durant le combat, ils effectuent un Heel Turn, car ils trahissent leur partenaire après lui avoir porté un double Superkick. Le 30 mai à Double or Nothing, ils conservent leurs titres en battant Jon Moxley et Eddie Kingston.
Le 5 septembre à All Out, ils ne conservent pas leurs ceintures, battus par les Lucha Brothers dans un Steel Cage match. 
Le 13 novembre à Full Gear, Adam Cole et eux perdent face à Christian Cage et Jurassic Express (Jungle Boy et Luchasaurus) dans un Falls Count Anywhere match.
Le 6 mars 2022 à Revolution, ils ne remportent pas les titres mondiaux par équipes, battus par Jurassic Express dans un 3-Way Tag Team match qui inclut également reDRagon (Bobby Fish et Kyle O'Reilly).
Le 29 mai à Double or Nothing, ils perdent face aux Hardys. Le 15 juin à Dynamite, ils redeviennent champions du monde par équipes, pour la seconde fois, en prenant leur revanche sur Jurassic Express dans un Ladder match.

#### Retour de l'Elite, doubles champions du monde Trios avec Kenny Omega, doubles champions du monde par équipes de 3 de la ROH avec "Hangman" Adam Page et diverses rivalités (2022-2023)
Le 13 juillet à Fyter Fest - Night 1, ils ne conservent pas leurs ceintures, battus par Swerve in our Glory (Keith Lee et Swerve Strickland) dans un 3-Way Tag Team match qui inclut également la Team Taz, ce qui met fin à un règne de 28 jours. Le 3 août à Dynamite, ils effectuent un Face Turn, car Adam Cole et reDRagon les trahissent en se retournant contre eux, mais "Hangman" Adam Page vole à leur rescousse. Le 4 septembre à All Out, Kenny Omega et eux deviennent les premiers champions du monde Trios de la AEW en battant "Hangman" Adam Page et le Dark Order (Alex Reynolds et John Silver) en finale du tournoi et remportent les titres pour la première fois de leurs carrières. Trois soirs plus tard à Dynamite, le président de la AEW, Tony Khan, annonce que les titres leur sont retirés et qu'ils sont suspendus, car ils ont provoqué une bagarre en coulisses du pay-per-view avec Ace Steel et CM Punk.
Le 19 novembre à Full Gear, ils font leurs retours de suspension, mais ne remportent pas les titres mondiaux Trios de la AEW, battus par Death Triangle (PAC et les Lucha Brothers) dans un Trios match.
Le 11 janvier 2023 à Dynamite, ils redeviennent champions du monde Trios de la AEW, pour la seconde fois, en prenant leur revanche sur leurs mêmes adversaires dans un Escalera de la Muerte du dernier Best of Seven Series match. Le 5 mars à Revolution, ils ne conservent pas leurs ceintures, battus par House of Black (Malakai Black, Brody King et Buddy Matthews) dans un Trios match, ce qui met fin à un règne de 53 jours.
Le 17 mai à Dynamite, ils reçoivent le renfort d'"Hangman" Adam Page, qui fait son retour de blessure à l'œil gauche et les rejoint officiellement dans la bataille contre Blackpool Combat Club. Le 28 mai à Double or Nothing, le quartet du clan perd face au clan adverse dans un Anarchy in the Arena match, à la suite du Heel Turn de Konosuke Takeshita qui a attaqué Kenny Omega avec un Shinning Wizard. Le 25 juin à Forbidden Door, Eddie Kingston, Tomohiro Ishii, "Hangman" Adam Page et eux prennent leur revanche sur le trio du clan, puis battent Konosuke Takeshita et Shota Umino dans un 10-Man Tag Team match.
Le 27 août à All In, ils ne remportent pas les titres mondiaux par équipes, battus par FTR. La semaine suivante à All Out, leurs anciens adversaires et eux perdent face au Bullet Club Gold (Jay White, Juice Robinson, Austin Gunn et Colten Gunn) dans un 8-Man Tag Team match. Le 22 septembre à Rampage: Grand Slam, "Hangman" Adam Page et eux redeviennent champions du monde par équipes de 3 de la ROH, pour la seconde fois, en battant Mogul Embassy (Brian Cage, Kaun et Toa Liona). 
Le 1er octobre à WrestleDream, ils battent les Gunns, les Lucha Brothers, Orange Cassidy et HOOK dans un 4-Way Tag Team match et deviennent aspirants n°1 aux titres mondiaux par équipes. Le 1er novembre à Dynamite, "Hangman" Adam Page et eux ne conservent pas leurs ceintures, battus par leurs mêmes adversaires dans un match revanche, ce qui met fin à un règne de 40 jours. Le 18 novembre à Full Gear, ils perdent face aux Golden Jets (Chris Jericho et Kenny Omega) et leur place d'aspirants aux titres mondiaux par équipes.

#### Nouvelle Elite, triples champions du monde par équipes et alliance avec les Death Riders (2024-...)
Le 10 janvier 2024 à Dynamite: Homecoming, ils font leurs retours après 2 mois d'absence en tant que Heel, changent leurs noms pour Matthew et Nicholas, puis confrontent Sting et Darby Allin. Le 3 mars à Revolution, ils ne remportent pas les ceintures, battus par leurs opposants dans un Tornado Tag Team match. 3 soirs plus tard à Dynamite, ils utilisent leurs pouvoirs de vice-présidents exécutifs pour suspendre indéfiniment "Hangman" Adam Page, virer Kenny Omega de l'Elite et recruter Kazuchika Okada dans leurs rangs.
Le 21 avril à Dynasty, ils redeviennent champions du monde par équipes, pour la troisième fois, en prenant leur revanche sur FTR dans un Ladder match, aidés par une intervention extérieure de Jack Perry en leur faveur. Le 26 mai à Double or Nothing, l'Elite, dont ils font partie, bat l'équipe AEW dans un Anarchy in the Arena match. Le 30 juin à Forbidden Door, le catcheur japonais et eux battent Scissor Ace (Hiroshi Tanahashi et The Acclaimed) dans un Trios match.
Le 25 août à All In, ils conservent leurs titres en rebattant FTR et les Acclaimed dans un 3-Way Tag Team match. Treize soirs plus tard à All Out, ils conservent leurs titres en battant Blackpool Combat Club (Claudio Castagnoli et Wheeler Yuta).
Le 12 octobre à WrestleDream, ils conservent leurs titres en prenant leur revanche sur Private Party. 18 soirs plus tard à Dynamite: Fright Night, ils ne conservent pas leurs ceintures, rebattus par leurs mêmes adversaires.
Le 6 avril 2025 à Dynasty, ils font leurs retours après 5 mois d'absence, aident Jon Moxley à conserver son titre mondial face à Swerve Strickland et s'associent avec les Death Riders. Le 25 mai à Double or Nothing, leurs nouveaux associés et eux perdent face à The Opps (Samoa Joe, Katsuyori Shibata et Powerhouse Hobbs), Willow Nightingale, Kenny Omega et Swerve Strickland dans un Anarchy in the Arena match.
Le 12 juillet à All In, ils perdent face à Will Ospreay et le catcheur afro-américain et leurs postes de vice-présidents exécutifs.

## Palmarès
- All Elite Wrestling
  - 3 fois champions du monde par équipes
  - 2 fois champions du monde Trios - avec Kenny Omega  (premiers)
- Alternative Wrestling Show
  - 1 fois AWS Tag Team Champions[3]

- Chikara
  - 1 fois CHIKARA Campeonatos de Parejas Champions

- Dramatic Dream Team
  - 1 fois Ironman Heavymetalweight Championship[135]

- Dragon Gate USA
  - 1 fois Open The United Gate Champions

- Empire Wrestling Federation
  - 1 fois EWF Tag Team Champions[3]

- Family Wrestling Entertainment
  - 1 fois FWE Tag Team Champions

- Future Stars of Wrestling
  - 1 fois FSW Tag Team Champions

- House of Glory
  - 1 fois HOG Tag Team champions
  - HOG Tag Team Championship Tournament (2013)

- High Risk Wrestling
  - Sole Survivor Tournament (2006) – Nick Jackson[136]

- Insane Wrestling League
  - 3 fois IWL Tag Team Champions

- Lucha Libre AAA Worldwide
  - 1 fois AAA World Tag Team Championship[137]

- New Japan Pro Wrestling
  - 1 fois IWGP Tag Team Championship
  - 7 fois IWGP Junior Heavyweight Tag Team Champions
  - 3 fois NEVER Openweight 6-Man Tag Team Champion avec Kenny Omega (2) et Marty Scurll (1)
  - Super Jr. Tag Tournament (2013)

- Pro Wrestling Destination
  - 1 fois PWD Tag Team Champions

- Pro Wrestling Guerrilla
  - 4 fois PWG World Tag Team Champions[3]
  - Dynamite Duumvirate Tag Team Title Tournament (2009, 2011, 2013)

- Ring of Honor
  - 3 fois ROH World Tag Team Champions
  - 3 fois ROH World Six-Man Tag Team Championship avec Hangman Page (2) et Cody (1)[43]

- Squared Circle Wrestling (Syracuse, New York)
  - 1 fois 2CW Tag Team Champions

- Squared Circle Wrestling (Toronto, Ontario)
  - 1 fois SCW Tag Team Champions

## Récompenses des magazines
- Pro Wrestling Illustrated

| Nom          | Année | 2009 | 2010 | 2011 | 2012 | 2013 | 2014 | 2015 | 2016 | 2017 | 2018 | 2019 | 2020 | 2021 |
| ------------ | ----- | ---- | ---- | ---- | ---- | ---- | ---- | ---- | ---- | ---- | ---- | ---- | ---- | ---- |
| Matt Jackson | Rang  | 229  | 116  | 77   | 173  | 151  | 80   | 66   | 46   | 42   | 40   | 75   | 73   | 116  |
| Nick Jackson | Rang  | 235  | 119  | 83   | 179  | 157  | 76   | 67   | 49   | 40   | 38   | 76   | 38   | 117  |

- SoCal Uncensored (en)
  - SoCal UNCENSORED Awards : Tag Team of the Year (2007, 2008, 2009)[140]

- Wrestling Observer Newsletter

| # | Résultat | Adversaire                                                     | Évènement                              | Date             | Durée | Lieu                                          | Notes |
| - | -------- | -------------------------------------------------------------- | -------------------------------------- | ---------------- | ----- | --------------------------------------------- | --- |
| 1 | Défaite  | Will Ospreay, Matt Sydal et Ricochet                           | PWG Battle Of Los Angeles 2016 - Tag 2 | 3 septembre 2016 | 20:06 | American Legion Post #308, Reseda, Californie | Il s'agit d'un match par équipe de six sans enjeu. Ils faisaient équipe avec Adam Cole.                                                  |
| 2 | Défaite  | Golden☆Lovers (Kenny Omega et Kōta Ibushi)                     | Strong Style Evolved                   | 25 mars 2018     | 39:21 | Walter Pyramid, Long Beach                    | Il s'agit d'un match par équipe sans enjeu.                                                                                              |
| 3 | Défaite  | The Lucha Brothers (Pentagón Jr. et Rey Fénix)                 | All Out (2019)                         | 31 août 2019     | 24:10 | Hoffman Estates, Illinois                     | Il s'agit d'un Ladder Match pour le Championnats par équipe de la AAA des Lucha Brothers (le match a été noté 5.25).                     |
| 4 | Défaite  | Adam Page et Kenny Omega                                       | Revolution (2020)                      | 29 février 2020  | 30:06 | Wintrust Arena, Chicago, Illinois             | Il s'agit d'un match par équipe pour les Championnats du monde par équipe de la AEW de Page et Omega. Il obtient la note de six étoiles. |
| 5 | Victoire | FTR (Cash Wheeler et Dax Harwood)                              | Full Gear (2020)                       | 7 novembre 2020  | 28:35 | Daily's Place, Jacksonville, Floride          | Il s'agit d'un match par équipe pour les Championnats du monde par équipe de la AEW détenu par FTR. Il obtient la note de 5.25.          |
| 6 | Victoire | Death Triangle (PAC et Rey Fénix)                              | AEW Dynamite                           | 14 avril 2021    | 23:22 | Daily's Place, Jacksonville, Floride          | Il s'agit d'un match par équipe pour les Championnats du monde par équipe de la AEW détenu par les Bucks.                                |
| 7 | Défaite  | The Lucha Brothers (Pentagón Jr. et Rey Fénix)                 | All Out (2021)                         | 6 septembre 2021 | 22:05 | Now Arena, Hoffman Estates, Illinois          | Il s'agit d'un Steel Cage Match pour les Championnats du monde par équipe de la AEW détenu par les Bucks.                                |
| 8 | Défaite  | Christian Cage et Jurassic Express (Jungle Boy et Luchasaurus) | Full Gear (2021)                       | 13 novembre 2021 | 25:11 | Target Center, Minneapolis, Minnesota         | Il s'agit d'un Six Man Tag Team Falls Count Anywhere Match. Ils faisaient équipe avec Adam Cole,.                                        |
| 9 | Victoire | The Lucha Brothers (Penta Oscuro et Rey Fénix)                 | AEW Rampage #44                        | 3 juin 2022      | 14:53 | Ontario, Californie                           | |

Meilleur mouvement (2009) pour le More Bang for Your Buck; Tag Team of the Year (2014)